# Chrysolina rhodia
Chrysolina rhodia là một loài bọ cánh cứng trong họ Chrysomelidae. Loài này được Bechyné miêu tả khoa học năm 1950.